# HŠK Penkala Zagreb
HŠK Penkala Zagreb bio je hrvatski sportski klub iz Zagreba.
Nastao je 1919. kada je deset nogometaša napustilo HŠK Zmaj Zagreb. Članovi Penkale su se 1923. pridružili Viktoriji.
Hazenaška sekcija kluba bila je jedna od prvih u Hrvatskoj.